# روتی تامپسون
روتی تامپسون (انگلیسی: Ruthie Tompson؛ (زادهٔ ۲۲ ژوئیهٔ ۱۹۱۰ – درگذشتهٔ ۱۰ اکتبر ۲۰۲۱) فیلم‌بردار اهل ایالات متحده آمریکا و اسطوره شرکت والت دیزنی بود.
اولین فیلم او «سفید برفی و هفت کوتوله» بود. او یکی از اولین زنانی بود که در اتحادیه دوربین هالیوود پذیرفته شد.
روتی تامپسون چهار دهه را در شرکت والت دیزنی گذراند و روی فیلم‌های انیمیشن سینمایی بلند از «سفید برفی و هفت کوتوله» تا «نجات دهندگان» کار کرد.
تامپسون به عنوان سرپرست بخش برنامه‌ریزی صحنه در استودیو دیزنی، به ایجاد مکانیک دوربین مورد استفاده برای عکاسی از صحنه‌های متحرک و هنر پس زمینه بر روی فیلم‌های انیمیشن کمک شایانی کرد. این تخصص باعث شد تا او در سال ۱۹۵۲ پیشگام پیوستن به اتحادیه بین‌المللی فیلمبرداران شود.
او در سال ۲۰۱۴ گفت: ظاهراً همکاران وقت دیزنی تحت تأثیر کنجکاوی من قرار گرفتند و تصمیم گرفتند که [به دلیل] مکانیکی که با حرکت دوربین انجام دادم، من باید بخشی از اتحادیه دوربین باشم که بر هفت نفر از ساکنان خانه «بنیاد تلویزیون و انیمیشن» متمرکز بود. من یکی از دو زنی بودم که پذیرفته شده بودم. فکر کردم این احساس خوبی است.

## زندگی‌نامه
تامپسون در ۲۲ ژوئیه ۱۹۱۰ در پورتلند، مین متولد شد و در بوستون بزرگ شد. او و خانواده اش در سال ۱۹۱۸ به اوکلند، کالیفرنیا نقل مکان کردند و قبل از استقرار در لس آنجلس در نزدیکی اولین استودیوی والت دیزنی، واقع در خانه‌های ییلاقی «کرفتسمن» در خیابان «کینگزوِل» در در «لوس فلیز» ساکن شدند.
او در سال ۱۹۳۷ به صورت شبانه‌روزی کار روی «سفیدبرفی» را آغاز کرد و توجه مدیران دیزنی را به خود جلب کرد.
پس از کار در دیزنی و انتشار پویانمایی‌هایی کلاسیک مانند «فانتزیا» (۱۹۴۰)، «آلیس در سرزمین عجایب» (۱۹۵۱)، «زیبای خفته» (۱۹۵۹)، «صد و یک سگ خالدار» (۱۹۶۱) و «کتاب جنگل» (۱۹۶۷)، تامپسون در سال ۱۹۷۵، اندکی پس از کار روی «نجات دهندگان» از دیزنی بازنشسته شد. او پس از بازنشستگی نیز یک دهه دیگر روی پروژه‌های دیگر استودیوهای پویانمایی‌سازی کار کرد. او اغلب می‌گفت: من و میکی ماوس با هم بزرگ شدیم.
تامپسون در سال ۲۰۱۷ و در تولد یکصد و هفت سالگی اش لقب اسطوره ۲۰۰۰ دیزنی را دریافت کرد.
مندی جانسون، مورخ دیزنی و نویسنده کتاب «رنگ و جوهر: زنان پویانمایی والت دیزنی» در سال ۲۰۱۷، گفت: بهترین راه برای توصیف تامپسون ساده و قابل توجه است. او آخرین پیوند از ریشه‌های اولیه پویانمایی در هالیوود است. روتی شاهد زنده و مشارکت کننده حیاتی در پیشرفت و رشد صنعت پویانمایی بود که امروزه می‌شناسیم.
تامپسون در ۱۱۱ سالگی در بیمارستان صندوق فیلم و تلویزیون در وودلند هیلز درگذشت.